# Liste des députés européens de Lituanie de la 9e législature

Cet article présente la liste des députés européens de Lituanie élus lors des élections européennes de 2019 en Lituanie.

## Députés européens élus en 2019
| Nom                  | Parti | Parti                                                | Groupe parlementaire européen |
| -------------------- | ----- | ---------------------------------------------------- | ----------------------------- |
| Petras Auštrevičius  |       | Mouvement libéral                                    | RE                            |
| Vilija Blinkevičiūtė |       | Parti social-démocrate                               | S&D                           |
| Stasys Jakeliūnas    |       | Union lituanienne agraire et des verts               | Verts/ALE                     |
| Rasa Juknevičienė    |       | Union de la patrie - Chrétiens-démocrates lituaniens | PPE                           |
| Andrius Kubilius     |       | Union de la patrie - Chrétiens-démocrates lituaniens | PPE                           |
| Aušra Maldeikienė    |       | Indépendante                                         | PPE                           |
| Liudas Mažylis       |       | Union de la patrie - Chrétiens-démocrates lituaniens | PPE                           |
| Juozas Olekas        |       | Parti social-démocrate                               | S&D                           |
| Bronis Ropė          |       | Union lituanienne agraire et des verts               | Verts/ALE                     |
| Valdemar Tomaševski  |       | Action électorale polonaise de Lituanie              | CRE                           |
| Viktoras Uspaskich   |       | Parti du travail                                     | RE                            |

## Entrants et sortants
| Entrant | Parti | Groupe | En remplacement de | Date | Motif |
| ------- | ----- | ------ | ------------------ | ---- | ----- |

## Changement d'affiliation
| Membre             | Parti  | Parti   | Groupe | Groupe  | Date            |
| Membre             | Ancien | Nouveau | Ancien | Nouveau | Date            |
| ------------------ | ------ | ------- | ------ | ------- | --------------- |
| Viktoras Uspaskich | DP     | DP      | RE     | NI      | 21 janvier 2021 |